# Mary Jackson (inženýrka)
Mary Winston Jackson (9. dubna 1921, Hampton, Virginie, USA – 11. února 2005, Hampton) byla americká matematička a kosmická inženýrka pracující pro National Advisory Committee for Aeronautics (NACA), která byla v roce 1958 nahrazena organizací National Aeronautics and Space Administration (NASA). 
Po většinu své kariéry působila v Langley Research Center v rodném Hamptonu. Nejprve dělala výpočty v oddělení West Area Computing. Účastnila se kurzu pokročilého inženýrství a v roce 1958 se stala první černošskou inženýrkou pracující pro NASA.
Po 34 letech práce pro NASA Jackson dosáhla nejvyšší možné inženýrské funkce. Uvědomila si, že již nemůže získat žádné další povýšení, pokud se nestane vedoucí. Přijala nabídku stát se manažerkou Federal Women’s Program z programu NASA Office of Equal Opportunity Programs a zároveň manažerkou programu Affirmative Action. Na této pozici se snažila především o větší zastoupení žen ve vědě, inženýrství a matematice v NASA.
Část jejího života byla zobrazena ve filmu Skrytá čísla. 